# Corrado II di Slesia
Corrado di Slesia anche di Glogau o il gobbo (1260 – 11 ottobre 1304) è stato patriarca di Aquileia nel 1299.

## Biografia
Proveniente dal ramo di Slesia della famiglia Piast, secondogenito del duca Corrado I di Glogau duca di Żagań (ducato che dividerà fra i figli alla sua morte) e fratello di Enrico III (1274-1309) duca di Glogau e Przemislaw I († 1289) Duca di Steinau e fratello di Anna († 26 giugno 1271) sposa (24 agosto 1260 a Heidelberg) di Luigi II , Conte Palatino del Reno e Duca di Baviera ed Eufemia, sposa di Alberto II di Gorizia e Tirolo.
Nominato per la prima volta nel 1267 in occasione della canonizzazione di sua bisnonna Santa Edvige di Andechs nel 1267,Corrado partecipò alla battaglia di Stolec (24 aprile 1277), studiò a Bologna nel 1281 (durante la sua assenza i suoi domini furono retti da Enrico IV il Probo che li restituì solo dietro pressioni del vescovo Tommaso II) fu duca di Slesia e di Sagan ma nel 1284 cedette i titoli al fratello minore per avviarsi alla carriera ecclesiastica, fu prevosto di Lebus, rettore di Breslavia, solo per venire sostituito dal capitolo da Giovanni III Romka.
Corrado supportò il fratello nel tentativo di questi di riassorbire i territori del fratello, morto durante la battaglia di Siewierz (1289), territori che poi andarono invece ad Enrico il Probo; supportò il fratello anche nella guerra contro Enrico V il Grasso. La relazione si ruppe nel 1296 quando Corrado, saputo il coinvolgimento del fratello nella politica polacca, si unì alla spedizione contro di lui guidata da Bolko I il Severo che si concluse con la cessione delle città di Lubina e Wińsko a Corrado.
Fu infine eletto Patriarca di Aquileia il 5 marzo 1299 grazie all'intercessione del cognato, Alberto di Gorizia, papa Bonifacio VIII negò però la sua investitura ed egli fece ritorno in patria ancora prima di avere raggiunto il Friuli, pronunciando la frase, riportata nelle Cronache dei re di Polonia: «...non posso vivere in un paese dove si beve solo vino perché io, fin dalla mia gioventù, ho bevuto solo birra».
Ritornato in patria scoprì che le sue terre erano ora in mano al fratello, che lo fece imprigionare; Bolko I il Severo e il vescovo di Breslavia scomunicarono Enrico che fu costretto a liberare il fratello e restituirgli le terre.
Corrado morì l'11 ottobre 1304 ed il suo corpo è sepolto nel monastero cistercense di Leubus; solo allora il fratello poté prendere di nuovo possesso delle sue terre e riunificare i territori del padre.